# Lasgush Poradeci
Lasgush Poradeci (Llazar Sotir Gusho), född 1899, död 1987, var en albansk lingvist, poet, skribent, författare och översättare.

## Biografi
Poradeci föddes den 27 december, år 1899, i en patriotisk familj i staden Pogradec i Vilajetet Albanien, Ottomanska Riket.